# メシャック・テイラー
メシャック・テイラー（Meshach Taylor、1947年4月11日 - 2014年6月28日）は、アメリカ合衆国の俳優。

## 経歴

### 若年期
1947年4月11日、マサチューセッツ州・ボストンにて、母・ハーサー・メイ、父：ジョセフ・トーマス・テイラー（後のインディアナ大学芸術学部と科学学部長）のもとに生まれる。
一家でニューオリンズからインディアナポリスに移り住み、1964年にクリスプスアタックス高校卒業後、演技の世界へ興味を持ったテイラーはウィテンバーグ大学（オハイオ州）とフロリダA&M大学に進学、ドラマ番組の演技を学んだ。フロリダA&Mの学費を稼ぐためインディアナポリスにおいてニックネーム「ブルーストーマス」を使った無線局WIFE（現在のWTLC）の州議会レポーターを務め、テレビ局WLWIのコミュニティ仕事プログラムの接待役として働いた。

## 私生活
1983年に女優ビアンカファーガソンと結婚。4人の子供に恵まれる。（娘タマルテーラー、Esmeテーラー、Yasmineテーラー、および息子タリクテーラー）
2014年6月28日、直腸がんのためカリフォルニア州・で亡くなる。享年67歳。

## 出演作品
映画
- 浮気なおしゃれミディ(1986 - 1993年) - エミー賞を受賞。
- マネキン（1987年）：ハリウッド役
  - またマネキンの主題歌であるスターシップの『愛はとまらない（原題：Nothing's Gonna Stop Us Now）』のミュージック・ビデオにもハリウッド役で出演している。
- クリミナル・マインド8 ＦＢＩ行動分析課
- クィーン・ビースト 美しき捕食獣
- ザ・ユニット2 米軍極秘部隊
- ライト・コネクション
- 女医
- クラス・アクト
- マネキン2
- オブリビオン　Ultra Warrior、別題：Welcome to Oblivion：イライジャ役
- スリル・オブ・ゲーム
- 戦慄!呪われた夜：ハーバート副保安官

MTV
- 愛はとまらない - マネキンのテーマ曲